# Solnechnyy (huyện của Khabarovsk)
Huyện Solnechnyy (tiếng Nga: ? райо́н) là một huyện hành chính tự quản (raion), của Vùng Khabarovsk, Nga. Huyện có diện tích 30288 kilômét vuông, dân số thời điểm ngày 1 tháng 1 năm 2000 là 39400 người. Trung tâm của huyện đóng ở Solnechny.